# Zelaia (manzana)
Zelaia es el nombre de una variedad cultivar de manzano (Malus domestica). Esta manzana está cultivada en diversos viveros entre ellos algunos dedicados a conservación de árboles frutales en peligro de desaparición. La manzana 'Zubieta Sagarra' es originaria de Guipúzcoa (caserío Zelaia de Hernani, comarca de San Sebastián), donde tuvo su mejor época de cultivo comercial en la década de 1960, y actualmente en menor medida aún se encuentra, siendo cultivada para la elaboración de sidra.

## Sinónimos
- "Manzana Zelaia",[6][7][8]
- "Zelaia Sagarra".

## Historia
'Zelaia' es una variedad de manzana cultivada en Guipúzcoa está considerada incluida en las variedades locales autóctonas muy antiguas, cuyo cultivo se centraba en comarcas muy definidas. Se caracterizaban por su buena adaptación a sus ecosistemas y podrían tener interés genético en virtud de su adaptación. Estas se podían clasificar en dos subgrupos: de mesa y de sidra (aunque algunas tenían aptitud mixta).
'Zelaia' es una variedad mixta, clasificada como de mesa, también se utiliza en la elaboración de sidra; difundido su cultivo en el pasado por los viveros comerciales y cuyo cultivo en la actualidad se ha incrementado en su uso para elaboración de sidra.

## Características
El manzano de la variedad 'Zelaia' tiene un vigor fuerte; florece a finales de abril; tubo del cáliz en forma de embudo corto, y con los estambres situados en su mitad.
La variedad de manzana 'Zelaia' tiene un fruto de tamaño grande; forma globosa, algo aplastada y más cuadrada que redonda, con contorno irregular; piel gruesa y algo brillante; con color de fondo verdoso amarillento que se vuelve más amarillo cuando madura, siendo el color del sobre color rojizo, importancia del sobre color medio, siendo su reparto en chapa, con chapa levemente rojiza-cobriza en la zona de insolación, acusa punteado uniforme pequeño y ruginoso con aureola del color del fondo, y una sensibilidad al "russeting" (pardeamiento áspero superficial que presentan algunas variedades) débil; pedúnculo grueso y fuerte, por debajo de los bordes, anchura de la cavidad peduncular es amplia, profundidad de la cavidad pedúncular es profunda con los bordes irregulares, fondo ruginoso que sobresale los bordes, y con una  importancia del "russeting" en cavidad peduncular media; anchura de la cavidad calicina ancha, profundidad de la cav. calicina poco profunda, fruncido en las paredes de la cavidad marcando en los bordes unos abultamientos amamelonados, y de la importancia del "russeting" en cavidad calicina débil; ojo pequeño y cerrado; sépalos triangulares y muy carnosos en la base.
Carne de color blanco; textura blanda, de bastante zumo, fundente; sabor característico de la variedad, muy aromático agridulce; corazón de tamaño medio, desplazado; eje abierto; celdas arriñonadas, cartilaginosas; semillas aristadas, puntiagudas, de tamaño medio, color marrón claro uniforme.
La manzana 'Zelaia' tiene una época de maduración y recolección media en el otoño, se recolecta en septiembre. Tiene uso mixto pues se usa como manzana de mesa, y también como manzana para elaboración de sidra.